# IC 3195
IC 3195 је елиптична галаксија у сазвјежђу Береникина коса која се налази на листи објеката дубоког неба у Индекс каталогу.
Деклинација објекта је + 25° 48' 29" а ректасцензија 12h 21m 17,5s. Привидна величина (магнитуда) објекта IC 3195 износи 15,0 а фотографска магнитуда 16,0.